# Verband der Bergungs- und Abschleppunternehmen

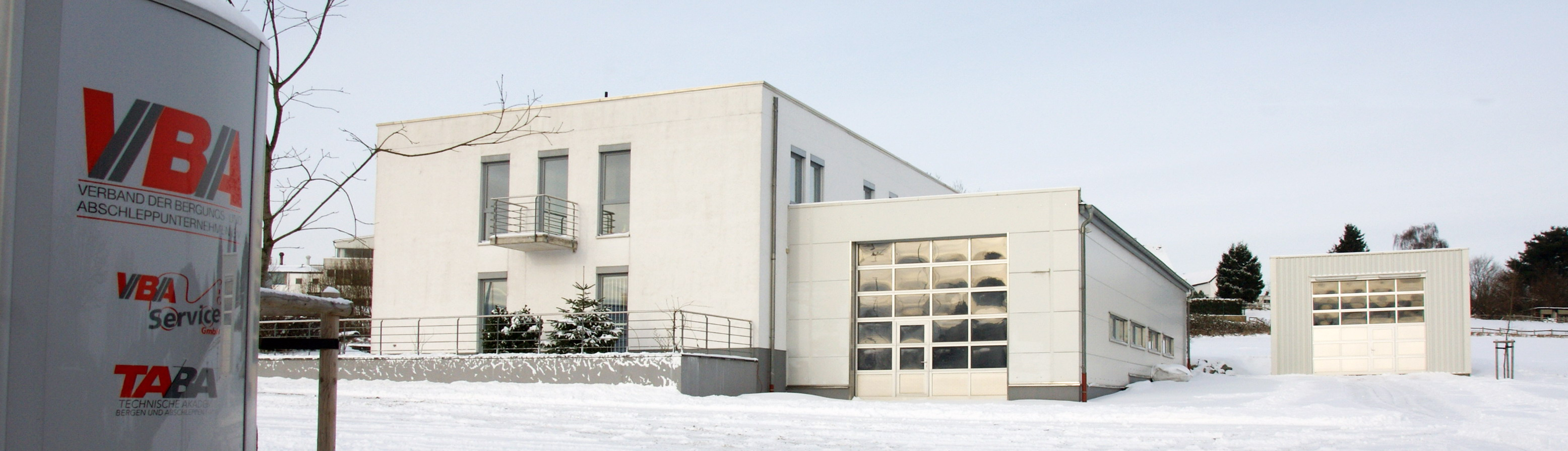
Außenansicht der Geschäftsstelle

Der Verband der Bergungs- und Abschleppunternehmen e. V. (VBA) ist ein bundesweit tätiger Unternehmerverband mit Sitz in Wuppertal. Für eine Mitgliedschaft müssen die Unternehmen aus der Bergungs- und Abschleppbranche bestimmte betriebliche, technische und personelle Voraussetzungen erfüllen. Seit 1986 vergibt der Verband das Zertifikat des VBA-geprüften Fachbetriebs für besondere Qualitätsstandards. Der Verband ist den Mitgliedern die politische Vertretung gegenüber Ministerien, Polizei, Versicherungen und Automobilclubs.
Errungenschaften der Verbandsarbeit waren u. a. die Ausarbeitung von Kriterien zur Ausbildung von Sachverständigen für das Bergungs- und Abschleppwesen. Die allgemeinen Qualitätskriterien für das Gewerbe – immer wieder auf den Prüfstand gestellt – dienen heute als Grundlage für viele öffentliche Ausschreibungen und Abschleppzentralen. Zudem gilt die alle zwei Jahre vom VBA bundesweit erhobene Preis- und Strukturumfrage in der Branche als Richtschnur bei gerichtlichen Fragestellungen.

## Geschichte
1963 wurde von zehn Abschleppunternehmern in Opladen (Nordrhein-Westfalen) ein Interessenverband zur Erarbeitung von gemeinsamen Standards gegründet. Es wurden Landesgruppen in den Bundesländern gegründet, welche später von zentral aus der Geschäftsstelle organisierten Regionaltagungen abgelöst wurden.
1973 wurden die Verbandstage (heutige IFBA Internationale Fachausstellung Bergen + Abschleppen) gegründet.
2005 stellte der VBA den Bau der ersten eigenen Geschäftsgebäude in Wuppertal fertig und von dort aus ist er bis heute bundesweit tätig.
Von 2005 bis 2008 wurde ein Adressverzeichnis („Leitfaden“) für Mitgliedsbetriebe aufgelegt.

## Aufgaben und Ergebnisse
Die Verbandsarbeit umfasst die laufende Unterrichtung der Mitglieder über den Stand der Technik, die gesetzgeberischen Maßnahmen sowie die zu beachtende Vorschriften und Verordnungen. Es wird eine Hilfestellung in betriebswirtschaftlichen und juristischen Fragen geboten. Für Ausschreibungen wird ein Muster-Sicherstellungsvertrag angeboten. Der Verband führt alle zwei Jahre die Preis- und Strukturumfrage unter den Mitgliedern durch.
Gemeinsam mit dem VBA hat die Arbeitsgemeinschaft Pannen- und Unfallhilfe e.V. (APU) ihre Vorgaben erarbeitet.
2006 wurde die Technische Akademie Bergen + Abschleppen GmbH (TABA) gegründet.

## Publikationen
Seit 1970 gibt der Verband eine monatlich erscheinende Fachzeitschrift heraus. Nach mehrmaligem Namenswechsel läuft diese seit 1988 unter dem Titel „bergen + abschleppen“.
Alljährlich vor der Fachausstellung IFBA erscheint ein aktueller Messekatalog.
Diese Veröffentlichungen sowie die Organisation der brancheneigenen Messe liegen seit 1997 in der eigens hierfür gegründeten VBA Service GmbH.

## Organisation

### Vorstand und Verwaltungsrat
Geleitet wird die Verbandsarbeit durch den geschäftsführenden Vorstand der aus fünf Mitgliedern besteht. Unterstützend und beratend sowie auch prüfend sind sechs Verwaltungsräte eingesetzt, welche – wie auch die Vorstände – aus den Reihen der Mitgliedsbetriebe gewählt werden und aus natürlichen Personen bestehen.

### Mitglieder
Die Mitglieder setzen sich wie folgt zusammen:
- Ordentliche Mitglieder
- Außerordentliche Mitglieder
- Industriemitglieder
- Ehrenmitglieder

Ordentliche Mitglieder können natürliche sowie juristische Personen und Handelsgesellschaften werden, die gewerblich ein Bergungs- und Abschleppunternehmen nach den definierten Zielen des Verbandes betreiben. Der Beitritt für ordentliche Mitglieder zum Verband ist von einer ganzen Reihe von fachlichen, personellen und technischen Mindestanforderungen abhängig.